# Gonomyia sandersi
Gonomyia sandersi är en tvåvingeart som beskrevs av Charles Paul Alexander 1931. Gonomyia sandersi ingår i släktet Gonomyia och familjen småharkrankar.
Artens utbredningsområde är Kuba. Inga underarter finns listade i Catalogue of Life.